# Nikon D800
Nikon D800 là máy ảnh phản xạ ống kính đơn kỹ thuật số full-frame chuyên nghiệp có độ phân giải 36,3 megapixel do Tập đoàn Nikon sản xuất. Nó đã được trang web chuyên về máy ảnh kỹ thuật số nổi tiếng DPReview trao Giải Vàng.
D800 được chính thức công bố vào ngày 7 tháng 2 năm 2012 và được bán vào cuối tháng 3 năm 2012  với giá bán lẻ đề xuất là 2999,95 đô la ở Mỹ, 2399 bảng ở Anh và 2892 euro ở châu Âu. Ngay sau khi máy ảnh được bán, công ty con ở Anh của Nikon đã tăng giá D800 tại thị trường đó thêm 200 bảng lên 2599 bảng, nói rằng giá ban đầu là do "lỗi hệ thống nội bộ". Tuy nhiên, Nikon vẫn giữ giá gốc cho tất cả các đơn đặt hàng được đặt trước ngày 24 tháng 3 và nói thêm rằng sẽ không có thay đổi giá nào được thực hiện ở các thị trường khác.
Chiếc máy kế nhiệm D800 là D810 - được công bố ngày 26 tháng 6 năm 2014.

## Các tính năng
- Cảm biến full-frame (35,9 mm × 24 mm) có độ phân giải 36.8 megapixel (36.3 hiệu quả) với dải ISO 100–6400 (mở rộng đến 50–25600)
- Bộ xử lý hình ảnh Nikon Expeed 3
- Cảm biến đo sáng 91.000 pixel RGB với Hệ thống nhận dạng cảnh nâng cao
- Cảm biến lấy nét tự động Multi-CAM3500FX tiên tiến (51 điểm, 15 điểm cross-type, 11 điểm siêu nhạy ở khẩu độ nhỏ nhất là f/8)
- Bộ xử lý video Expeed H.264 / MPEG-4 AVC. Chế độ quay phim Full HD 1080p tại 24/ 25/ 30 fps, 720p tại 24/25/30/50/60 fps, xuất ra video HD HDMI hỗ trợ xuất video chất lượng không nén, âm thanh stereo màn headphone out, và âm thanh stereo đầu vào (3.5 mm đường kính) với điều khiển mức âm thanh thủ công.
- 4 khung hình mỗi giây ở chế độ FX liên tục hoặc chế độ cắt 5: 4. 5 khung hình mỗi giây ở chế độ cắt 1,2 × liên tục hoặc chế độ DX (APS-C). Với grip pin MB-D12 tùy chọn, được trang bị bộ pin EN-EL18 giống D4 hoặc pin AA, hỗ trợ chụp liên tục 6 khung hình mỗi giây ở chế độ DX.
- Kích thước bộ đệm cho 17 ảnh RAW hoặc 56 ảnh JPEG với chất lượng tối đa.
- Chế độ dải tương phản động rộng (HDR) tích hợp (cách nhau 2 khung hình lên đến 3EV)
- 'Active D-Lightning' với 6 cài đặt và khung (điều chỉnh đo sáng và đường cong D-Lightning)
- Các cài đặt 'Điều khiển hình ảnh' có thể tùy chỉnh khả năng phơi sáng, cân bằng trắng, độ sắc nét, độ sáng, độ bão hòa, màu sắc; cho phép các đường cong tùy chỉnh được tạo, chỉnh sửa, lưu, xuất và nhập [5]
- Đèn flash cóc gấp đôi như một bộ điều khiển flash không dây
- Kết nối USB 3.0
- Vệ sinh cảm biến hình ảnh
- Màn trập có tuổi thọ 200.000 lần
- Lấy nét theo pha khi chụp Live View hoặc cải thiện tương phản ở chế độ Tự động lấy nét
- Các khe cắm thẻ kép, một khe cắm thẻ CF định dạng UDMA và một khe cắm thẻ SD, SDHC, SDXC, UHS-I và Eye-Fi (WLAN) (gương, tràn, sao lưu, RAW trên khe 1 / JPEG trên khe 2, Stills trên khe 1 / Phim trên khe 2, sao chép) [6]
- Thân máy làm từ hợp kim Magnesi có tính năng chống chịu thời tiết giống chiếc D700, nhưng kém hơn chiếc D4
- Công nghệ GPS được hỗ trợ bởi Nikon GP-1

## Chất lượng hình ảnh
Tại thời điểm phát hành, Nikon D800 là chiếc máy ảnh dẫn đầu về cảm biến hình ảnh theo trang Dxomark, thay thế cho Nikon D4 ở vị trí đầu bảng.

## D800E
D800E là phiên bản chuyên dụng sử dụng bộ lọc khử răng cưa quang học mới, không có hiệu ứng bộ lọc thông thấp (không làm mờ) để thu được hình ảnh sắc nét nhất có thể. Nikon tuyên bố rằng các hiệu ứng răng cưa có thể có (moiré) có thể được giảm bớt bằng cách xử lý phần mềm trong máy ảnh hoặc các chương trình bên ngoài như Capture NX2 của Nikon.
Các nhà đánh giá đã chỉ ra rằng mặc dù moiré tăng lên rất khó để loại bỏ trong quá trình hậu kỳ, nhưng nó tương đối dễ dàng khi chụp (chẳng hạn như bằng cách thay đổi góc, khẩu độ hoặc vị trí). Hơn nữa, moire hiếm khi được tìm thấy trong các bức ảnh (trừ trường hợp các mẫu nhân tạo, lặp đi lặp lại như trong nhiếp ảnh kiến trúc). Việc bỏ bộ lọc low-pass trên D800E mang lại một chút cải thiện về độ phân giải quang học, đặc biệt là trong các bức chân dung chụp với khẩu độ lớn, khi đó việc nhiễu xạ không còn là vấn đề. Ngay cả nhiễu xạ tối thiểu, cũng phủ nhận lợi thế của 800E 

### Lừa đảo D800E bằng D800
Nikon đã thông báo rằng có những chiếc Nikon D800E được dán nhãn sai thực ra là kiểu D800 với nắp trước được thay thế để trông giống như D800E. Một chiếc D800 được sửa đổi để có vẻ ngoài giống với D800E sẽ không được bảo hành bởi Nikon. Nikon khuyên người dùng "vui lòng thực hiện tất cả các biện pháp phòng ngừa cần thiết để đảm bảo tính xác thực của máy ảnh trước khi mua".
Để phát hiện máy giả, người dùng phải hiển thị hình ảnh được chụp bằng máy ảnh lên màn hình của máy ảnh. Tên của máy ảnh được sử dụng để chụp tấm ảnh đó sẽ được hiển thị ở góc trên cùng bên phải của màn hình, khi tùy chọn hiển thị tổng quan được bật ở chế độ phát lại toàn khung hình. Nếu số kiểu máy chính xác được hiển thị, nó được coi là hàng thật, nếu không nó là hàng giả.